# FTRモト
FTRモト (FTR Moto Ltd.) は、イギリスのオートバイ部品メーカー。社名のFTR MotoはFabrication Techniques Racing Motorcyclesの頭文字を取ったもの。

## 歴史
同社は1994年にファブリケーション・テクニックス (Fabrication Techniques) としてスティーヴ・ボーンズによって設立され、ケニー・ロバーツとTWRがモデナス・KR3（後にプロトン・KR3）を製作するのを手助けした。その後、いくつかのチームにロードレース世界選手権やスーパーバイク世界選手権用の車両を供給した。2001年にはペトロナス・FP1の開発に参加した。

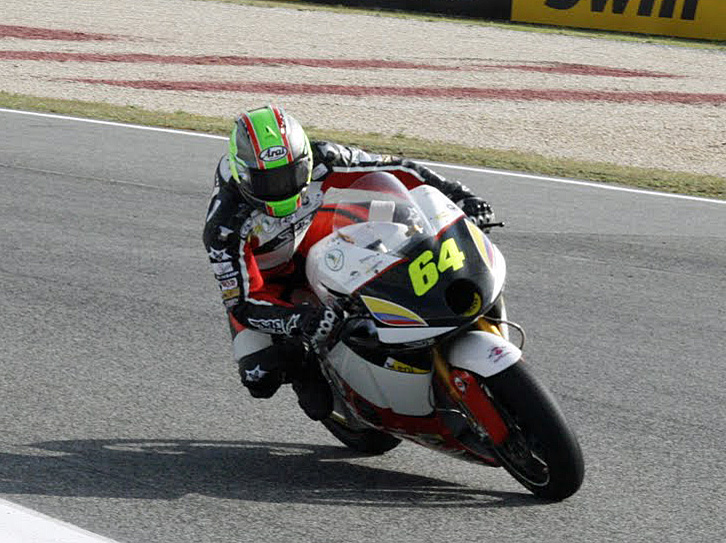
FTR・M211に乗るサンチアゴ・ヘルナンデス。

FTRモトのブランドでレース用シャシーを生産するのは2009年に始まった。同社は新たに発足したMoto2クラス用のシャシーを開発した。初勝利は2010年のバレンシアグランプリでカレル・アブラハムによって達成された。2012年にはMoto3クラスへのシャシー供給と、MotoGPクラスにマニファクチャラーとしての参戦を始めた。2012年のカタールグランプリでマーベリック・ビニャーレスがMoto3クラスにおいてホンダ製エンジンを搭載したFTR製マシンで初勝利を挙げる。MotoGPクラスにはクレーミング・ルール・チームとしての参加であったが、グレシーニ・レーシングにホンダ製エンジンを搭載したシャシーと、アヴィンティア・レーシングにカワサキ製エンジンを搭載したBQR（BQR-FTRとも表記された）シャシーを供給した。
FTRモトは2012年にHeads of the Valleys Development Companyに売却された。

## 参照
1. 1 2 3  “About Us”. ftrmoto.com. 2015年7月8日閲覧。
2. ↑  “Selected motorcycle case histories”. FabTech.org.uk.   Fabrication Techniques. 2010年6月23日時点のオリジナルよりアーカイブ。2010年6月23日閲覧。
3. ↑  “Moto2: Abraham claims debut win in Valencia cracker”. Crash.net (Crash Media Group). (2010年11月7日) 2012年12月15日閲覧。
4. ↑  Lewis, Lisa (2012年4月8日). “Moto3: Vinales victorious after fending off Fenati”. Crash.net (Crash Media Group) 2012年12月15日閲覧。
5. 1 2  “Circuit of Wales group buys FTR”. Crash.net (Crash Media Group). (2012年10月1日) 2012年12月15日閲覧。